# قائمة البعثات الدبلوماسية في بوليفيا
هذه هي قائمة البعثات الدبلوماسية في بوليفيا. في الوقت الحاضر، تستضيف العاصمة لاباز 33 سفارة. هناك عدة بلدان أخرى لديها سفراء معتمدون من عواصم إقليمية أخرى. لا تشمل هذه القائمة القنصليات الفخرية.

## السفارات
لاباز
- الأرجنتين
- البرازيل
- كندا
- الصين
- كولومبيا
- كوستاريكا
- كوبا
- الإكوادور
- مصر
- السلفادور
- فرنسا
- جمهورية الدومينيكان[1]
- ألمانيا
- الكرسي الرسولي
- إيران
- إيطاليا
- اليابان
- المكسيك
- نيكاراغوا
- فلسطين
- بنما
- باراغواي
- بيرو
- روسيا
- كوريا الجنوبية
- فرسان مالطة
- إسبانيا
- السويد
- سويسرا
- تركيا
- المملكة المتحدة
- الولايات المتحدة
- الأوروغواي
- فنزويلا

## البعثات
- الاتحاد الأوروبي (بعثة)

## مكاتب التنمية
- بلجيكا

## القنصليات

### القنصليات العامة
كوتشابامبا
- الأرجنتين (قنصلية)
- البرازيل (قنصلية نائبة)[2]
- بيرو

إل ألتو
- بيرو (قنصلية)

غواياراميرين
- البرازيل (قنصلية نائبة)[2]

لاباز
- تشيلي

بويرتو سواريز
- البرازيل (قنصلية نائبة)[2]

سانتا كروز دي لا سييرا
- الأرجنتين
- البرازيل[2]
- اليابان[3]
- تشيلي
- الصين
- كوبا
- باراغواي
- بيرو
- إسبانيا
- الأوروغواي

تاريخا
- الأرجنتين

فيلامونتس ‏
- باراغواي (قنصلية)

فيلازون ‏
- الأرجنتين (قنصلية)

ياكويبا
- الأرجنتين (قنصلية)

## السفارات المعتمدة

### مقيمة فيبرازيليا
- الجزائر
- بنغلاديش
- البحرين
- ساحل العاج
- الرأس الأخضر
- بلغاريا
- إثيوبيا
- غينيا
- غيانا
- العراق
- كينيا
- الكويت
- ليبيا
- موزمبيق
- عُمان
- السعودية
- صربيا
- سورينام
- توغو
- تنزانيا
- فيتنام
- زيمبابوي
- زامبيا

### مقيمة فيليما
- بلجيكا
- فنلندا
- اليونان
- جنوب إفريقيا
- غواتيمالا
- هندوراس
- الهند
- إندونيسيا
- ماليزيا
- المغرب
- هولندا
- بولندا
- سنغافورة
- تايلاند
- الإمارات العربية المتحدة
- أوكرانيا

### مقيمة في أماكن أخرى
- أفغانستان (واشنطن العاصمة)
- أستراليا (سانتياغو)
- باربادوس (كاراكاس)
- جمهورية إفريقيا الوسطى (مدينة نيويورك)
- تشاد (مدينة نيويورك)
- الكاميرون (واشنطن العاصمة)
- جزر القمر (مدينة نيويورك)
- الدنمارك (بوغوتا)
- ولايات ميكرونيسيا المتحدة (واشنطن العاصمة)
- هايتي (سانتياغو)
- المجر (بوغوتا)
- هونغ كونغ (مدينة نيويورك)
- أيرلندا (بوينس آيرس)
- جامايكا (كاراكاس)
- الأردن (سانتياغو)
- كوريا الشمالية (كاراكاس)
- قرغيزستان (واشنطن العاصمة)
- لاوس (هافانا)
- لبنان (سانتياغو)
- ماكاو (بكين)
- موريشيوس (واشنطن العاصمة)
- جزر المالديف (مدينة نيويورك)
- منغوليا (هافانا)
- النرويج (بوينس آيرس)
- ناميبيا (واشنطن العاصمة)
- النيجر (واشنطن العاصمة)
- نيوزيلندا (سانتياغو)
- الفلبين (بوينس آيرس)
- البرتغال (بوينس آيرس)
- سيراليون (مدينة نيويورك)
- السودان (واشنطن العاصمة)
- الجمهورية العربية الصحراوية الديمقراطية (كاراكاس)
- سوريا (كاراكاس)
- ساو تومي وبرينسيب (مدينة نيويورك)
- الصومال (مدينة نيويورك)
- جنوب السودان (مدينة نيويورك)
- سيشل (مدينة نيويورك)
- إسواتيني (واشنطن العاصمة)
- تونس (باريس)
- تركمانستان (واشنطن العاصمة)
- طاجيكستان (واشنطن العاصمة)
- تايوان (سانتياغو)
- توفالو (مدينة نيويورك)
- تونغا (مدينة نيويورك)
- أوزبكستان (واشنطن العاصمة)
- أوغندا (واشنطن العاصمة)
- اليمن (هافانا)

## السفارات السابقة
- بلجيكا (أغلقت في 2006)[4]
- هندوراس[5]
- هولندا (أغلقت في 2013)[6]

## وصلات خارجية
- وزارة الخارجية البوليفية